# Gouania longipetala
Gouania longipetala är en brakvedsväxtart som beskrevs av William Botting Hemsley. Gouania longipetala ingår i släktet Gouania och familjen brakvedsväxter. Inga underarter finns listade i Catalogue of Life.